# Authie (Calvados)
Pour les articles homonymes, voir Authie.
Authie est une commune française, située dans le département du Calvados en région Normandie, peuplée de 1 691 habitants.

## Géographie
La commune est au nord de la plaine de Caen, aux portes du Bessin. Son bourg est à 6,5 km au nord-ouest du centre de Caen, à 12 km au sud de Douvres-la-Délivrande et à 14 km au sud-est de Creully.
Le point culminant (72/73 m) se situe en limite sud-est, à proximité de l'abbaye d'Ardenne. Le point le plus bas (58/60 m) est en limite nord.
La commune est desservie par la ligne 20 et les lignes scolaires 100 et 125 du réseau Twisto.

### Communes limitrophes
| Rots | Rosel, Cairon                  | Saint-Contest                                |
| Rots | Authie                         | Saint-Contest Saint-Germain-la-Blanche-Herbe |
| Rots | Saint-Germain-la-Blanche-Herbe | Saint-Germain-la-Blanche-Herbe               |

### Hydrographie
La commune est située dans le bassin Seine-Normandie. Elle n'est drainée par aucun cours d'eau,.

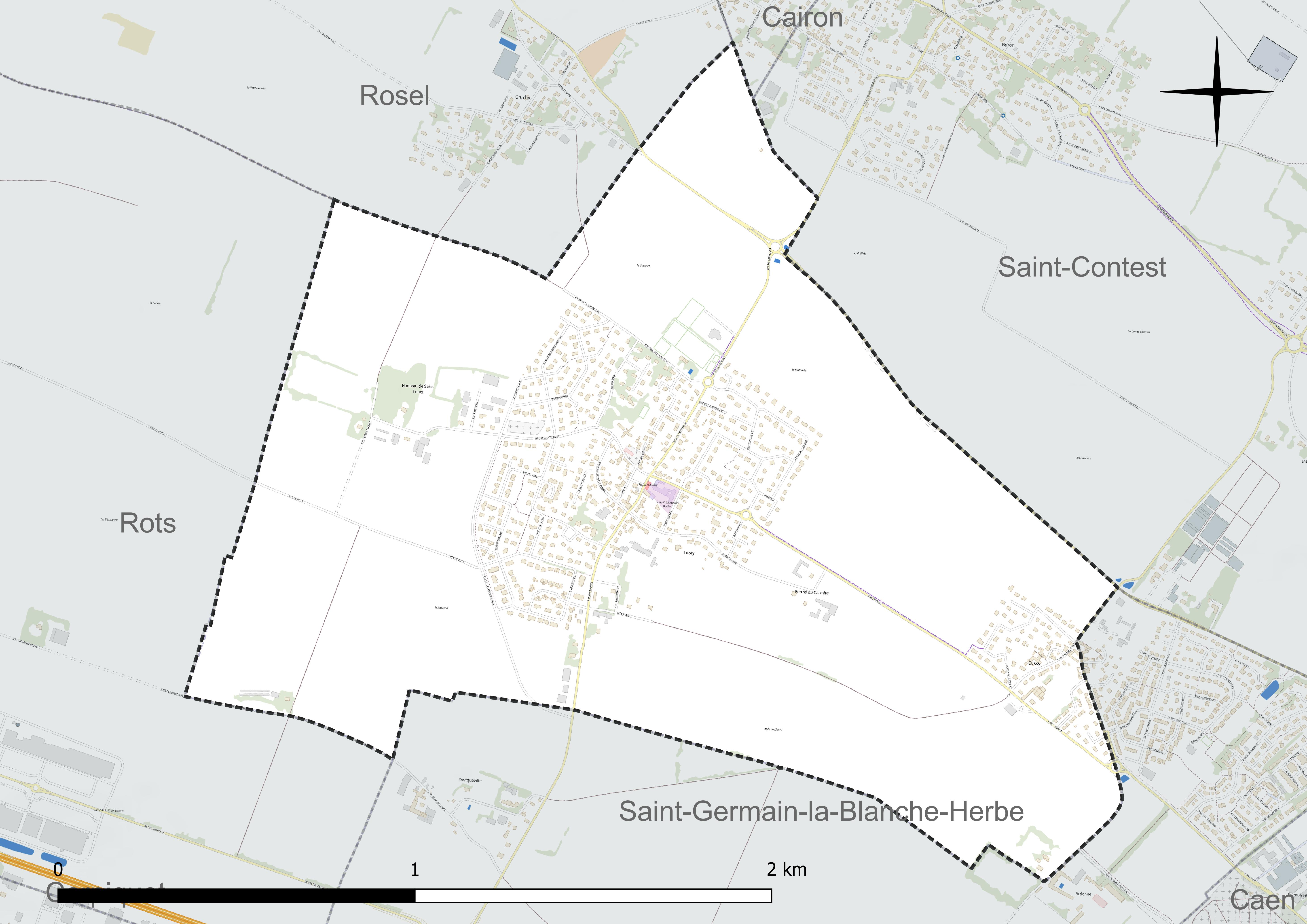
Réseau hydrographique d'Authie.

### Climat
Pour des articles plus généraux, voir Climat de la Normandie et Climat du Calvados.
En 2010, le climat de la commune est de type climat océanique altéré, selon une étude du CNRS s'appuyant sur une série de données couvrant la période 1971-2000. En 2020, Météo-France publie une typologie des climats de la France métropolitaine dans laquelle la commune est exposée à un climat océanique et est dans la région climatique Normandie (Cotentin, Orne), caractérisée par une pluviométrie relativement élevée (850 mm/a) et un été frais (15,5 °C) et venté. Parallèlement le GIEC normand, un groupe régional d'experts sur le climat, différencie quant à lui, dans une étude de 2020, trois grands types de climats pour la région Normandie, nuancés à une échelle plus fine par les facteurs géographiques locaux. La commune est, selon ce zonage, exposée à un « climat des plateaux abrités », correspondant à la plaine agricole de Caen à Falaise, sous le vent des collines de Normandie et proche de la mer, se caractérisant par une pluviométrie et des contraintes thermiques modérées.
Pour la période 1971-2000, la température annuelle moyenne est de 10,7 °C, avec  une amplitude thermique annuelle de 12,1 °C. Le cumul annuel moyen de précipitations est de 707 mm, avec 12 jours de précipitations en janvier et 7,3 jours en juillet. Pour la période 1991-2020, la température moyenne annuelle observée sur la station météorologique la plus proche, située sur la commune de Carpiquet à 2 km à vol d'oiseau, est de 11,5 °C et le cumul annuel moyen de précipitations est de 740,3 mm,. Pour l'avenir, les paramètres climatiques de la commune estimés pour 2050 selon différents scénarios d'émission de gaz à effet de serre sont consultables sur un site dédié publié par Météo-France en novembre 2022.

## Urbanisme

### Typologie
Au 1er janvier 2024, Authie est catégorisée ceinture urbaine, selon la nouvelle grille communale de densité à 7 niveaux définie par l'Insee en 2022.
Elle est située hors unité urbaine. Par ailleurs la commune fait partie de l'aire d'attraction de Caen, dont elle est une commune de la couronne,. Cette aire, qui regroupe 296 communes, est catégorisée dans les aires de 200 000 à moins de 700 000 habitants,.

### Occupation des sols
L'occupation des sols de la commune, telle qu'elle ressort de la base de données européenne d'occupation biophysique des sols Corine Land Cover (CLC), est marquée par l'importance des territoires agricoles (74,4 % en 2018), en diminution par rapport à 1990 (89,5 %). La répartition détaillée en 2018 est la suivante : 
terres arables (74,4 %), zones urbanisées (25,6 %). L'évolution de l'occupation des sols de la commune et de ses infrastructures peut être observée sur les différentes représentations cartographiques du territoire : la carte de Cassini (XVIIIe siècle), la carte d'état-major (1820-1866) et les cartes ou photos aériennes de l'IGN pour la période actuelle (1950 à aujourd'hui).

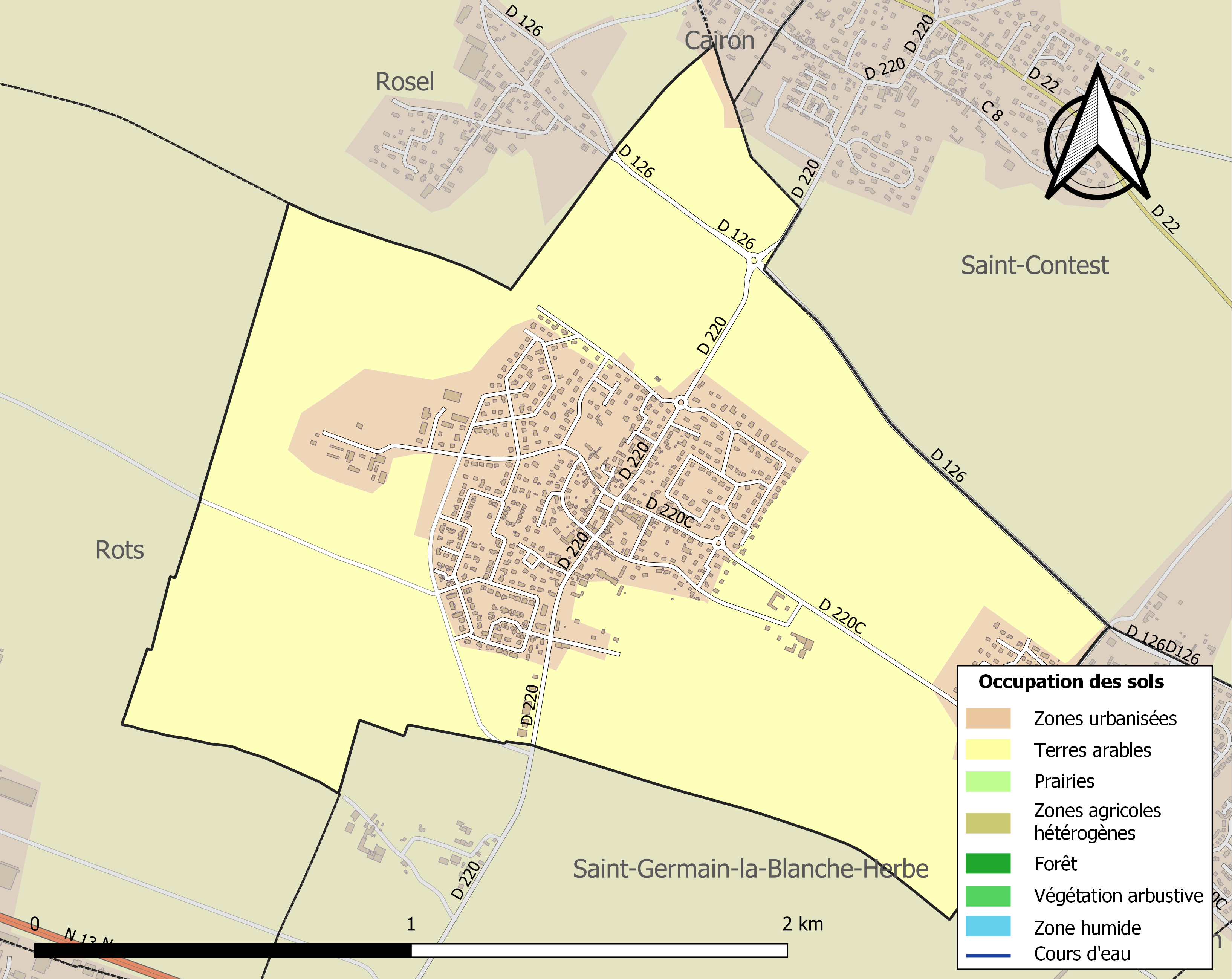
Carte des infrastructures et de l'occupation des sols de la commune en 2018 (CLC).

## Toponymie
Le nom de la localité est attesté sous les formes Autee en 1195; Apud Asteiam (sans date); Alteium, Alteyum en 1227 (lib. rub. Troarn. p. 14 et 84); Auteya en 1264 (ch. d'Ardennes, n° 33); Autea, Auteia en 1290 (ch. d'Ardennes, nos 316, 336); Autie en 1305 (ch. d'Ardennes, n° 392),,,.
Albert Dauzat a rapproché Authie d'Authie (Somme, Altegiam 830, Alteya 1215) sur le fleuve côtier Authie (Alteia 723) et considère qu'il s'agit primitivement aussi d'un hydronyme, mais ne donne pas davantage d'explication. Ernest Nègre conteste l'hypothèse précédente, mais ne donne aucune explication.
Le linguiste René Lepelley, qui décompose ce toponyme en Alt-ie, suggère l'idée d'une formation toponymique basée sur un élément pré-celtique alt de sens inconnu, mais ayant rapport avec l'eau, et qu'il rapproche d'Authou dans Pont-Authou. À ce propos, François de Beaurepaire voit dans l'élément alt d'Authou un élément gaulois (celtique). En réalité, l'analyse Al-thie est tout aussi vraisemblable, d'autant plus que René Lepelley n'explique pas le second élément -ie.
Par ailleurs, un terme gaulois attegia est reconnu par les linguistes Albert Dauzat et Xavier Delamarre dans les toponymes de type Athée, Athis au sens de « cabane, hutte ». Il s'analyse en ad- (préverbe) et tegia « maison » cf. vieil irlandais teg, vieux gallois tig, gallois tŷ ; vieux breton tig, breton ti « maison »). Il est possible qu'Authie contienne le même élément tegia précédé d'un autre préfixe. D'un point de vue phonétique, on a une palatalisation de la consonne intervocalique, d'où [g] devient [j], puis un amuïssement du [j] > [∅], phénomène récurrent en phonétique, l'évolution phonétique est comparable à celle du breton ti. Xavier Delamarre note par ailleurs que le thème indo-européen *al « nourrir, croître, grandir » se perpétue en gaulois. Le même auteur explique Arthies (Artegiae 680) comme pouvant provenir d'un *Are-tegia, solution également possible pour Authie, sachant que [r] passe régulièrement à [l] devant consonne.
Enfin, François de Beaurepaire, peu convaincu par l'explication en attegia, propose une explication, après mutation [r] > [l], par le gaulois artica « terre défrichée », rapprochant ainsi Authie de Arthies et Artigue. Situé en bordure de l'ancienne forêt d'Ardenne et de son abbaye éponyme (du gaulois *ardenna « hauteur boisée »), le site se prête bien à cette explication.
Choisi par les habitants par référendum en 1996, le gentilé est Altavillais.
Remarque : un *Altavilla se rapportant à Authie n'est pas mentionnée dans le Dictionnaire topographique du Calvados de Célestin Hippeau, ni dans les ouvrages spécialisés en toponymie,. Il s'agit soit d'une erreur d'attribution dans un ouvrage ou un article ancien où elle repose sur la latinisation médiévale d'un lieu nommé Hauteville, comme les Hauteville de la Manche, et ne peut donc pas être Authie, soit de la mention d'une villa au lieu nommé de manière erronée *Alta à la place d'Alteia, c'est-à-dire d'*Alteia villa ou de *villa Alteia (non attestés). Une villa est un domaine rural en latin médiéval.

## Histoire
En 1832, Authie (466 habitants en 1831) absorbe Saint-Louet-près-Authie (9 habitants), à l'ouest de son territoire.
Le 7 juin 1944, la 12e panzerdivision SS Hitlerjugend arrête à Authie et Buron la progression des régiments canadiens des North Nova Scotia Highlanders et du Sherbrooke Fusiliers Regiment ( 3e division canadienne) qui avançaient vers l'aérodrome de Carpiquet. Après de violents affrontements entre chars canadiens et allemands, les Canadiens refluent vers le nord, laissant 302 hommes et 21 chars. Les SS ont exécutés plusieurs soldats qui venaient de se rendre, avant de fusiller 20 prisonniers canadiens dans les jardins de l'abbaye d'Ardenne,. La commune est libérée le 8 juillet 1944 et est en grande partie détruite dans des bombardements.
L'honneur de bataille Authie a été décerné aux North Nova Scotia Highlanders et aux Sherbrooke Fusiliers Regiment.

## Politique et administration

### Liste des maires
| Période                                  | Période    | Identité                                                  | Étiquette | Qualité                                  |
| ---------------------------------------- | ---------- | --------------------------------------------------------- | --------- | ---------------------------------------- |
| 1884                                     | après 1912 | Joseph Brunet                                             |           |                                          |
| 1919                                     | 1929       | Alexandre Faucon                                          |           |                                          |
| 1929                                     | 1945       | Joseph Boquet                                             |           | Ouvrier boulanger, entrepreneur agricole |
| 1945                                     | 1945       | Jean Leclaire                                             |           |                                          |
| 1945                                     | 1953       | Jean Leclaire, René Le Scrill, Maurice Moisson[pas clair] |           |                                          |
| 1953                                     | mars 1989  | Pierre Collet                                             |           |                                          |
| mars 1989                                | mai 2020   | Joël Pizy                                                 | SE        | Administrateur de biens                  |
| mai 2020                                 | En cours   | Olivier Simar                                             | SE        | Ancien cadre                             |
| Les données manquantes sont à compléter. |            |                                                           |           |                                          |

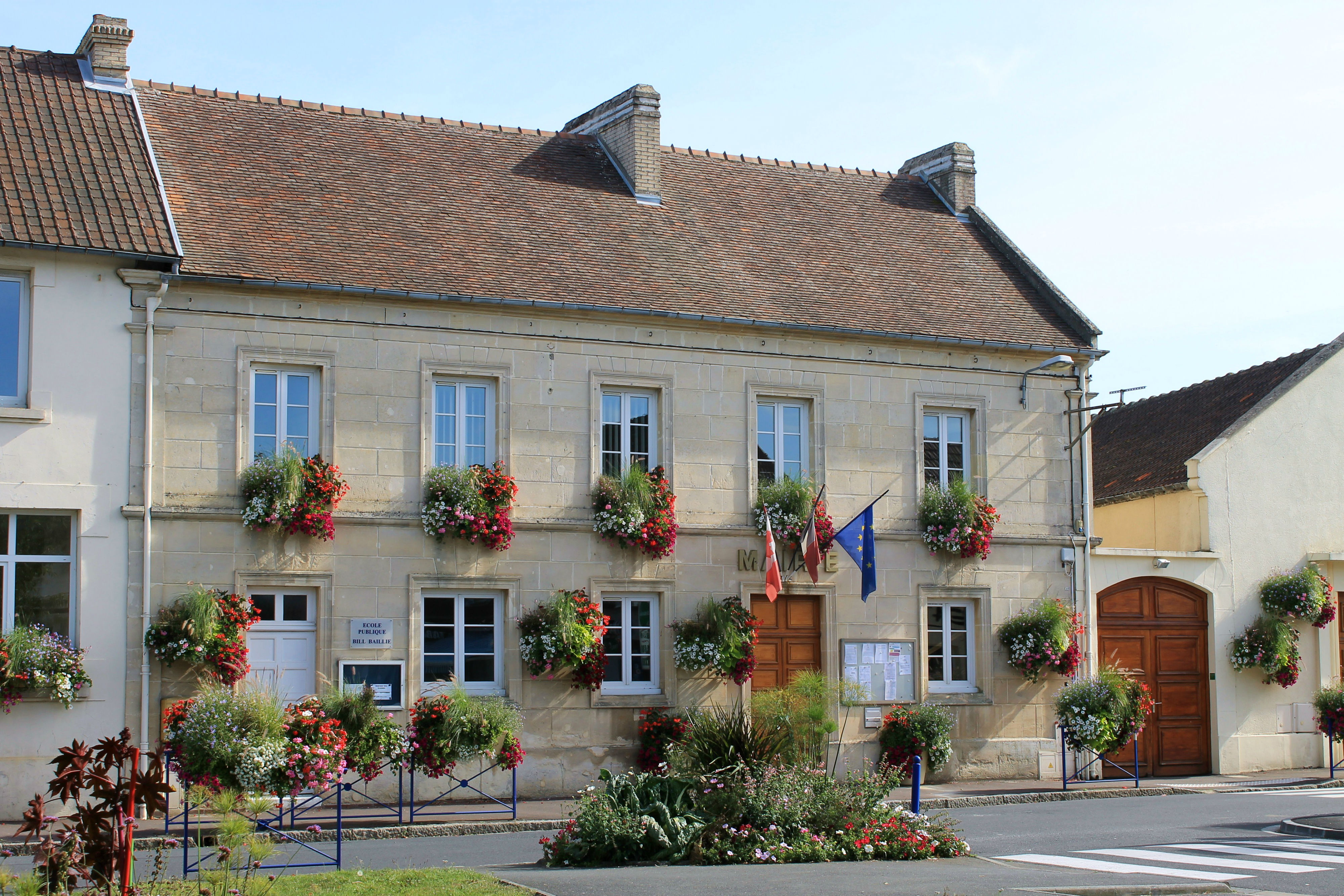
La mairie.

Le conseil municipal est composé de dix-neuf membres dont le maire et cinq adjoints.

### Politique environnementale
La commune a obtenu le niveau deux fleurs au concours des villes et villages fleuris.

### Jumelages
North Baddesley (Royaume-Uni) depuis 1993
 Waigolshausen (Allemagne) depuis 2017

### Canton
Depuis 1982, la commune fait partie du canton de Caen-2.

## Population et société

### Démographie
L'évolution du nombre d'habitants est connue à travers les recensements de la population effectués dans la commune depuis 1793. Pour les communes de moins de 10 000 habitants, une enquête de recensement portant sur toute la population est réalisée tous les cinq ans, les populations de référence des années intermédiaires étant quant à elles estimées par interpolation ou extrapolation. Pour la commune, le premier recensement exhaustif entrant dans le cadre du nouveau dispositif a été réalisé en 2008.
En 2022, la commune comptait 1 691 habitants, en évolution de +6,89 % par rapport à 2016 (Calvados : +1,58 %, France hors Mayotte : +2,11 %).
| 1793 | 1800 | 1806 | 1821 | 1831 | 1836 | 1841 | 1846 | 1851 |
| ---- | ---- | ---- | ---- | ---- | ---- | ---- | ---- | ---- |
| 650  | 382  | 565  | 571  | 466  | 625  | 623  | 630  | 593  |

| 1856 | 1861 | 1866 | 1872 | 1876 | 1881 | 1886 | 1891 | 1896 |
| ---- | ---- | ---- | ---- | ---- | ---- | ---- | ---- | ---- |
| 567  | 500  | 453  | 434  | 425  | 369  | 382  | 394  | 358  |

| 1901 | 1906 | 1911 | 1921 | 1926 | 1931 | 1936 | 1946 | 1954 |
| ---- | ---- | ---- | ---- | ---- | ---- | ---- | ---- | ---- |
| 361  | 313  | 262  | 266  | 294  | 302  | 348  | 202  | 348  |

| 1962 | 1968 | 1975 | 1982 | 1990 | 1999 | 2006  | 2008  | 2013  |
| ---- | ---- | ---- | ---- | ---- | ---- | ----- | ----- | ----- |
| 414  | 514  | 571  | 645  | 780  | 983  | 1 303 | 1 394 | 1 533 |

| 2018  | 2022  | - | - | - | - | - | - | - |
| ----- | ----- | - | - | - | - | - | - | - |
| 1 607 | 1 691 | - | - | - | - | - | - | - |

### Sports
L'Union sportive d'Authie fait évoluer deux équipes de football en divisions de district.
L'association de tennis de table Authie TT fait évoluer une équipe en Départementale 5.

### École Bill Baillie
L'école du village accueille environ 130 élèves en maternelle et primaire.

## Culture locale et patrimoine

### Lieux et monuments
- Église Saint-Vigor datant du XIe siècle dont le clocher et le portail méridional font l'objet d'un classement au titre des monuments historiques depuis le 22 juillet 1913[40].
- Croix du cimetière du XVIIIe siècle qui fait l'objet d'une inscription au titre des monuments historiques depuis le 18 mars 1927[41].
- Le monument aux Canadiens, dédié aux victimes de la prise du village en 1944
- Le calvaire dans la rue de l'Abbaye.

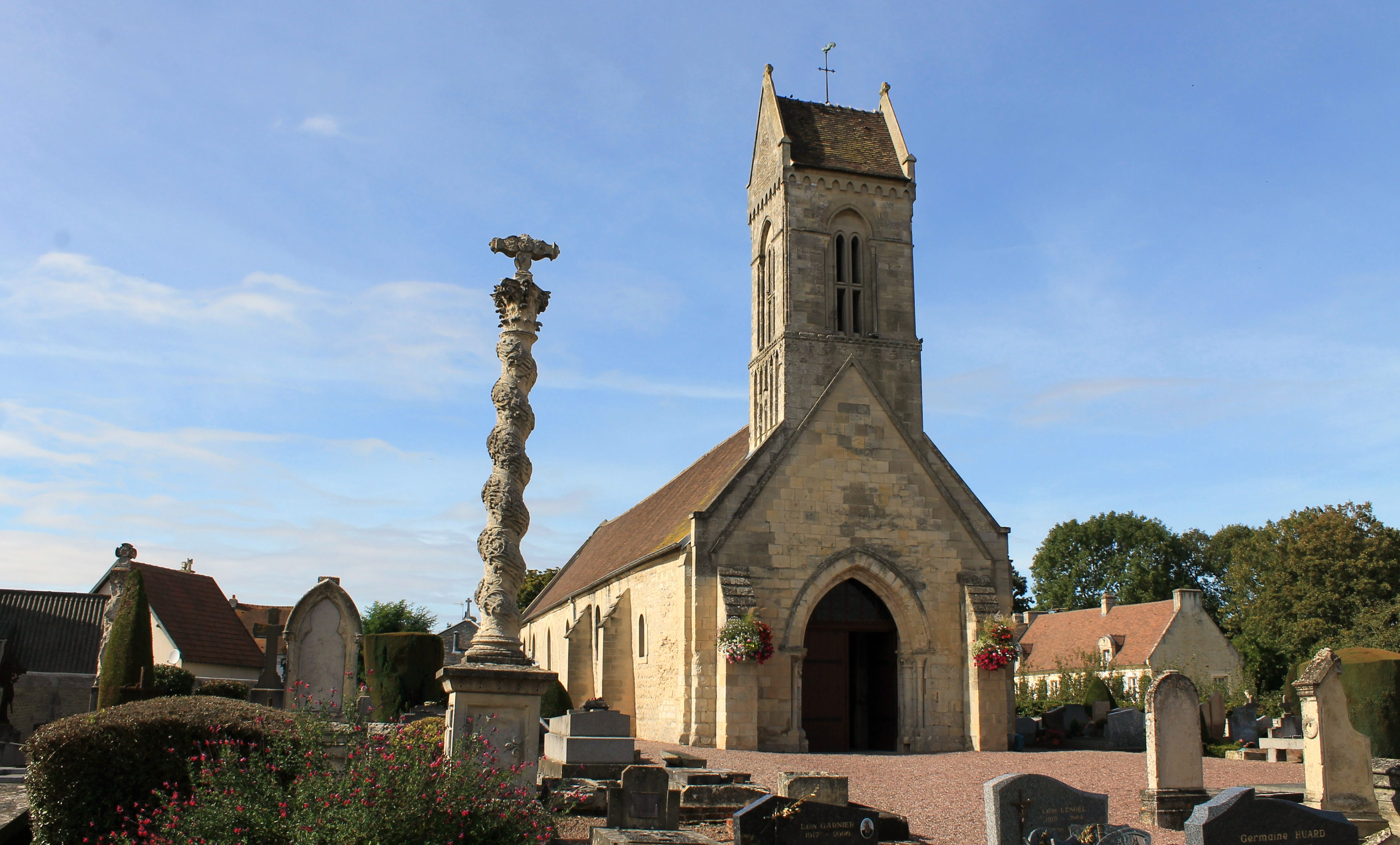
L'église Saint-Vigor.
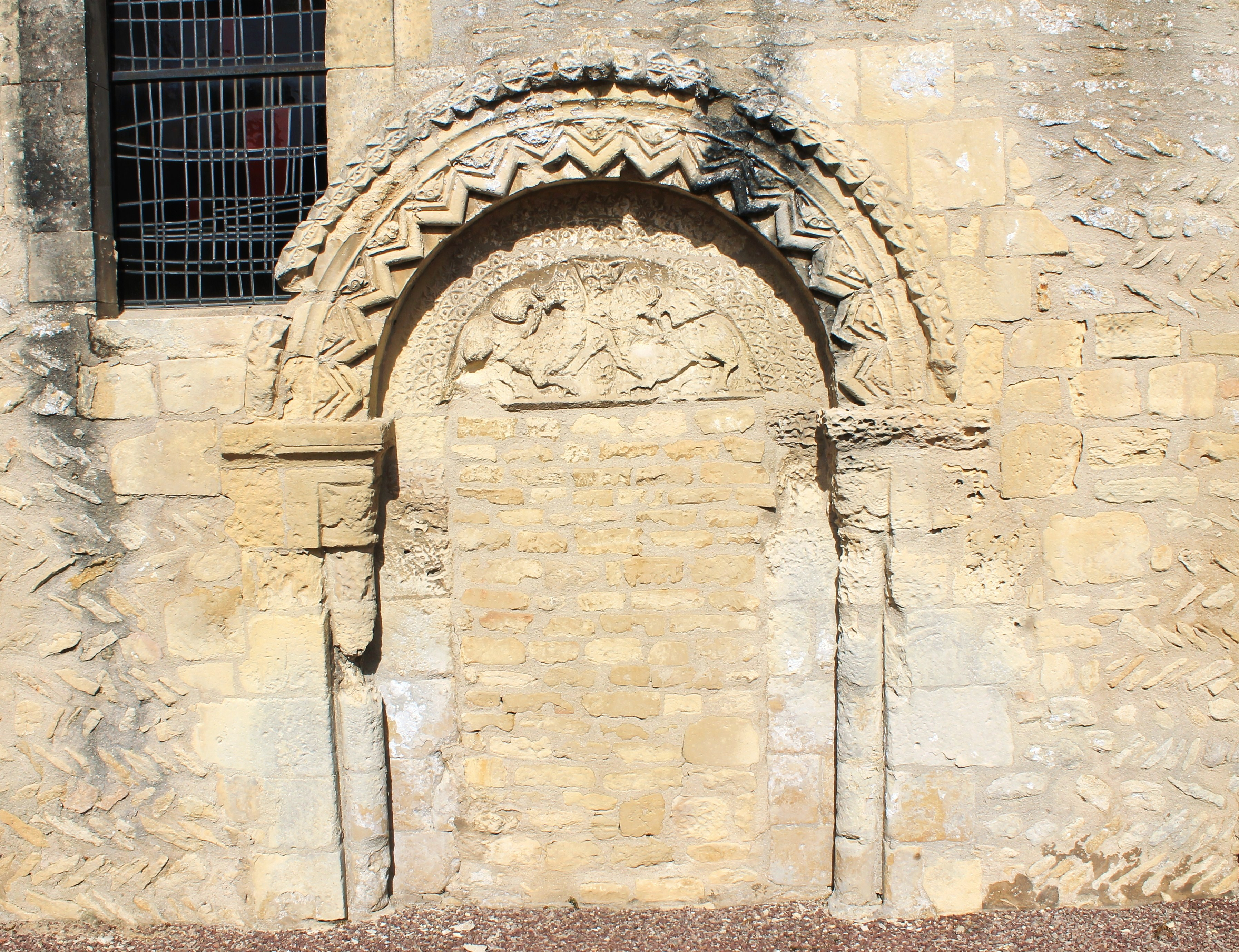
L'ancien portail de l'église avec tympan sculpté.
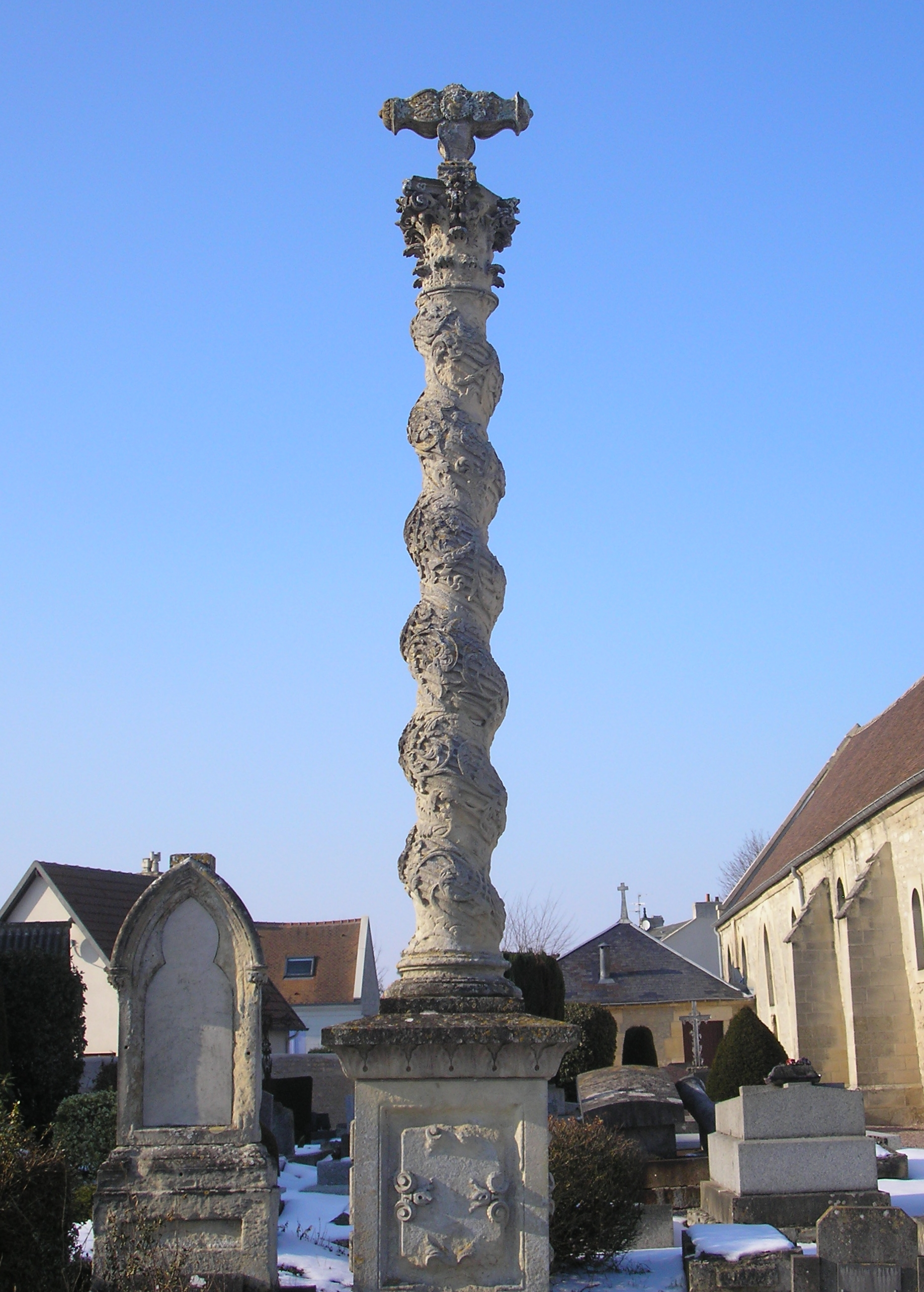
La croix du cimetière du XVIIIe siècle.
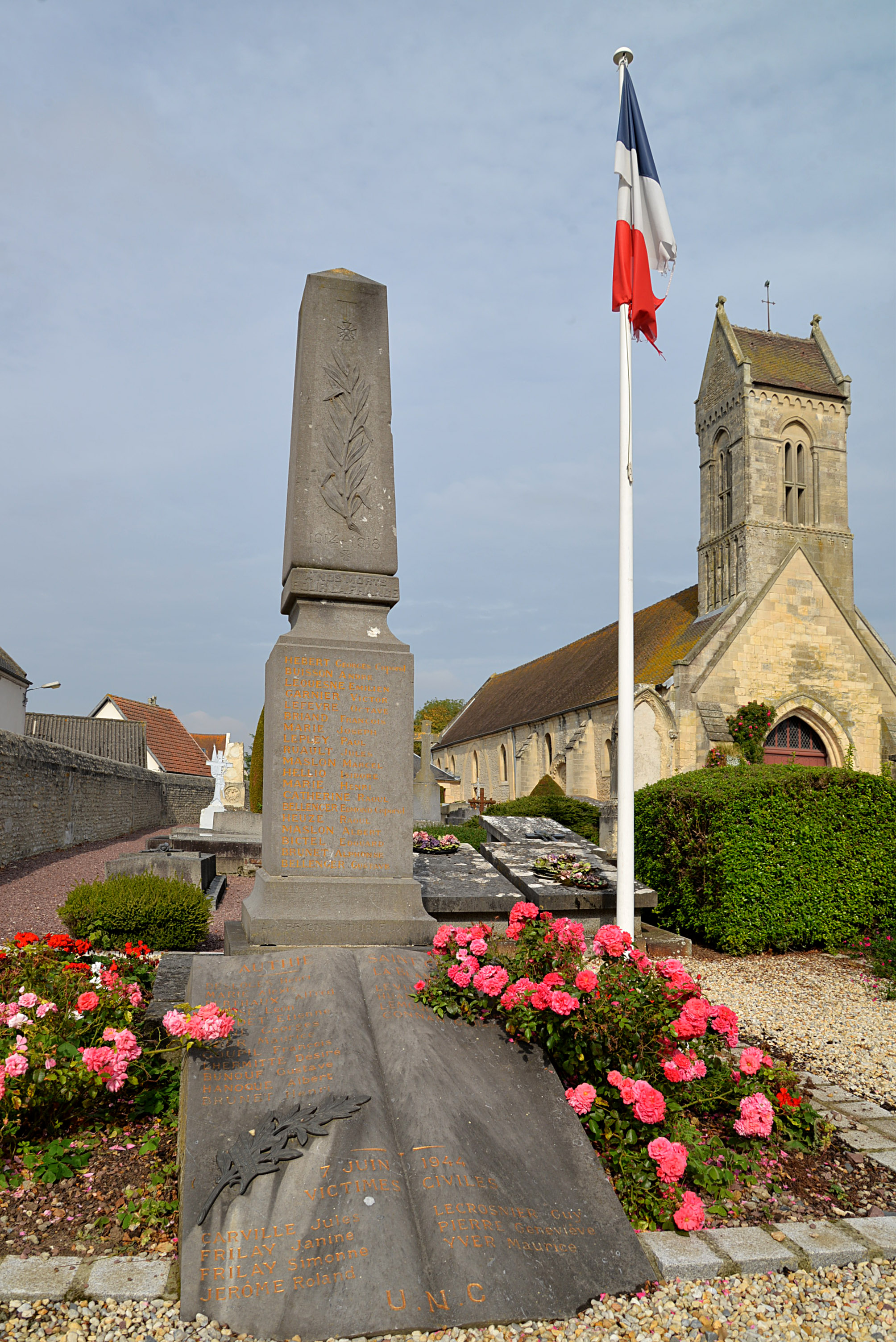
Le monument aux morts.

## Personnalités liées à la commune
- Armand Marie (1860 à Authie - 1941), maire de Caen.
- Anthony Deroin, footballeur, a commencé sa carrière à Authie, dont le stade porte son nom.